# Nova Slovenija
Nova Slovenija (NSi), "Nya Slovenien", egentligen Nova Slovenija – Krščanska ljudska stranka ("Nya Slovenien - kristna folkpartiet"), är ett center-högerparti i Slovenien. Partiet är medlem i Europeiska folkpartiet (EPP) och dess Europaparlamentariker sitter i Europeiska folkpartiets grupp (kristdemokrater) (EPP).
I Sloveniens parlamentsval 2008 fick partiet 3,4 % av rösterna, vilket inte räckte för att komma in i parlamentet. I Europaparlamentsvalet 2004 fick partiet hela 23,5 %, vilket gav dem två mandat i Europaparlamentet.